# تشارلز فولتون
تشارلز فولتون (بالإنجليزية: Charles Fulton)‏ هو كاهن أنجليكاني أمريكي، ولد في 30 أبريل 1938.